# Меріон Кінг Габберт

Крива Хабберта являє собою модель доступності нафти в майбутньому.

Меріон Кінг Габберт (M. King Hubbert; 5 жовтня 1903 — 11 жовтня 1989) — американський геофізик з дослідницької лабораторії компанії «Shell» в Х'юстоні. Запропонував деякі важливі ідеї в галузі геології, геофізики, геології нафти. Найбільш відомі Крива Габберта та його теорія «піку нафти», які мали значні політичні наслідки.
Запропонував свою теорію «піку нафти» в 1956 році, згідно з якою історичний максимум нафтовидобутку буде досягнутий у США до 1970 року, а у світі — до 1995 року. У 1975 році Національна академія наук США визнала правильність теоретичних вирахувань Хабберта. Втім, в усі роки після 1995-го нафти було добуто значно більше, ніж 1995-го.

## Біографія
Народився в 1903 році в Сан-Саба (штат Техас). Навчався в Чиказькому університеті, здобув ступінь бакалавра в 1926, магістра в 1928, Ph.D в 1937 році. Спеціалізувався на геології, математиці та фізиці. Два роки працював геологом-асистентом в Amerada Petroleum Company під час підготовки дисертації, додатково викладав геофізику в Колумбійському Університеті. Працював аналітиком у Board of Economic Warfare. У 1943—1964 роках працював у Shell Oil Company. Після звільнення працював геофізиком-дослідником у Геологічній службі США (USGS) аж до 1976 року. Професор геології і геофізики в Стенфордському університеті (1963—1968), професор в Каліфорнійському університеті в Берклі (1973—1976).

## Дослідження
Роботи Габберта зробили внесок у геофізику, включаючи математичну демонстрацію того, що тверді гірські породи в земній корі, які перебувають під величезним тиском, повинні проявляти пластичність, як, наприклад, глина. Ця демонстрація дозволила пояснити спостережувану на геологічних масштабах часу деформацію земної кори. Також Хабберт вивчав течії підземних рідин.
Найбільше Кінг Хабберт відомий роботами про нафтові й газові запаси. Він передбачив, що для будь-якої заданої географічної області, як для окремого родовища, так і для всієї планети, графік швидкості видобутку нафти чи газу по часу повинен мати дзвоноподібну форму, коли видобуток спочатку зростає, потім проходить пік видобутку і потім зменшується. На основі цієї теорії він у 1956 році представив на семінарі American Petroleum Institute в Сан-Антоніо роботу, в якій показав, що швидкість видобутку нафти в США досягне піку в 1965—1970 роки. спочатку робота сприймалася негативно, на неї було дано безліч критичних відгуків, в тому числі тому, що в попередні півстоліття було зроблено безліч оцінок майбутніх запасів нафти. Попередні оцінки зазвичай ґрунтувалися на співвідношенні резервів і видобутку, не враховували майбутніх відкриттів, і в підсумку виявилися помилковими. До 1970 році прогноз Хабберта в загальних рисах виконався, і його робота отримала широке визнання.
Коли в період між жовтнем 1973 і березнем 1974 ОПЕК припинила поставки нафти в США внаслідок їх гуманітарної допомоги Ізраїлю в ізраїльсько-арабській війні, вибухнула нафтова криза 1973 року. У 1975 році, коли США все ще страждали від високих цін на нафту, Національна академія наук підтвердила розрахунки Хабберта з приводу виснаження нафтових запасів і визнала, що більш ранні прогнози були дуже оптимістичні й некоректні. Ця заява привернула до Хабберта широку увагу ЗМІ.
У 1974 Хабберт спрогнозував досягнення загальносвітового піку видобутку нафти приблизно до 1995, у разі, якщо сучасні йому тренди й далі виконуватимуться. Пізніше були дані різні доповнюючі публікації та прогнози.
Хабберт вірив, що сонячна енергія і ядерна енергетика дозволять людству розвиватися ще кілька століть. Також зазначив, що за умови ефективного глобального контролю за чисельністю населення людство може знайти джерело енергії (уран), яке б могло використовуватися як основне протягом кількох століть.
Має й інший внесок у науку: корекція закону Дарсі, передбачення шляхів міграції вуглеводнів, вивчав тепловий та енергетичний баланс Землі та ін.